# Tusenkronorssedeln
Den svenska tusenkronorssedeln, även kallad tusenlappen, är en sedel med ett värde av ettusen svenska kronor. Sedeln har funnits i sex olika varianter sedan 1894. I oktober 2015 introducerades den senaste versionen av sedeln, där framsidan visar Dag Hammarskjöld, och baksidan motiv från Lappland.
År 1989 introducerades tusenlappen med Gustav Vasas porträtt på framsidan. Baksidan visar en bild ur Olaus Magnus Historia om de nordiska folken. År 2006 gavs en version med förbättrade säkerhetsdetaljer ut, och 1989 års version blev ogiltig som betalningsmedel 2013. 2006 års version blev ogiltig i juni 2016.
Tidigare motiv på svenska tusenkronorssedlar har varit Moder Svea (1894-1973 i två varianter, den senare ritad av Mark Sylwan), samt kung Karl XIV Johan (1976-1988). Alla dessa sedlar är idag ogiltiga betalningsmedel. Riksbanken kan dock i vissa fall lösa in gamla ogiltiga sedlar mot en avgift.
Till skillnad från andra sedlar så kan man inte ta ut tusenkronorssedeln i vanliga bankomater, utan man måste ta sig till sin bank alternativt ett växlingskontor.

## Smeknamn

### Lax
Tusenkronorssedlar tryckta 1894-1950 hade en påfallande laxrosa färg och fick smeknamnet laxar.

### Lakan
Tusenkronorssedlar tryckta 1952-1973 var väldigt stora till formatet (210×121 mm) och fick smeknamnet lakan.

### Långsjal, långschal
Tusenkronorssedlar tryckta 1976-1988 var oproportionellt långa i förhållande till sin höjd (180×82 mm) och fick smeknamnet långsjalar. Smeknamnet användes ursprungligen om hundrariksdalerssedlar, men används numera speciellt om tusenkronorssedlar.